# 丰镐
豐鎬是豐京和鎬京的统称，周朝的都城，在今日陝西西安市。早在周文王之时，为向中原地区拓展，就在灃水、渭水间筑设丰京；周武王继位，再建镐京，历时300年。丰京是宗庙和园囿的所在地，镐京为周王居住和理政的中心。

## 豐鎬遺址
豐京及鎬京的遺址位於陝西省西安市西南12公里的灃水兩岸，豐京在河的西岸，鎬京則在東岸。中华人民共和国國務院于1961年把豐鎬遺址列為第一批全國重點文物保護單位。目前，考古研究院对豐鎬遺址的考古挖掘仍持續進行。

## 外部參考
- . 華夏經緯網.   [2025-01-18].

| 前任者： 殷（安阳） | 中國首都 约前1046年-前771年 | 繼任者： 洛（洛阳） |